# Židovi Gračanice
Židovi su nekadašnja etnička i vjerska skupina koja je djelovala u Gračanici, u Bosni i Hercegovini. Sjedište Židovske općine se nalazilo u Gračanici.

## Povijest
Prvi židovske obitelji naseljavaju Gračanicu oko 1865. godine iz Travnika i Sarajeva. U Gračanici Židovu su se bavili sitnom trgovinom, zanatima i ugostiteljstvom. Bili su marljivi, štedljivi, lojalni građani, koji su održavali dobre odnose sa svim građanima. Godine 1879. na području Gračanice je živjelo 26 Židova, 1885. je živio 61, da bi 1931. godine živjela 22 Židova.
Za vrijeme narodnog ustanka protiv austrougarske okupacije Mjesni narodni odbor povjerio je trojici uglednih Židova, Isaku Danonu, Salamonu Abinunu i Moši Danonu da organiziraju prehranu ustaničke vojske na području Gračanice ali i šire. Oni trojica Židova su organizirali prikupljanje žita, rekvirirali sve vodenice u Gračanici i na selima, te nadzirali da one rade neprekidno. Preuzeli su sve pekarnice u mjestu, a postavili su i nekoliko poljskih pekarnica na raskršću puteva iz Gračanice i Tuzle, u naselju Korića han. Tako je ustanička vojska imala osiguran stalan dotur kruha. 
Poslije austrougarske okupacije 1878. godine, u Gračanicu se doseljava demobilisani austrijski vojnik Ignaz Rosenspitz. On u gradu podiže pekarnicu kojom je snadbjevao novonaseljene austrijske činovnike, a brzo se na pekarnicu naviklo i domaće stanovništvo. 
Izgradnjom fabrike Solvay u Lukavcu krajem 19. stoljeća, ukazala se prilika za velikim količinima vapnenca. Rosenspitzu je bilo povjereno da, kao njihov poduzimač, otvori kamenolom vapnenca u Sklopu, odakle je dnevno otpremao stotinjak tona kamena. Zbog povećanja majdana, a zbog potrebe za vapnencom dalo je povoda Rosenspitzu da pokrene inicijativu, te je njegovom inicijatovom 1896. izgrađen krak željezničke pruge od Karanovca do Gračanice, i dalje do samog majdana u Sklopu.

### Vjerski i kulturni život
U Gračanici su dominirali Sefardi. Kroz tradiciju, običaje i španjolski jezik bili su kompaktnije povezani. To se ispoljavalo zajedničkim sastancima subotom, pod duhovnim vođstvom rabina, gdje su izučavali Sveto pismo, pjevali psalmi, te skupa slavili blagdane. 
Židovsku općinu u Gračanici su osnovali Židovi neposredno poslije austrougarske okupacije, a sinagogu su sagradili 1890. godine. Vjerski i duhovni vođa im je bio rabin Salamon Abinun, sin još učenijeg rabina i hamambaše Rav Avrama Abinuna. Rabin je, između ostalog, podučao djecu vjeronauku i hebrejskom pismu i u čitanju. Salamon Abinun vršio je dužnost rabina u Gračanici sve do 1911. godine. Krajem 19. stoljeća u Gračanici se osniva Narodna škola. Židovi su među prvima upisali svoju djecu u školu. Odrasli su, posebnim dogovorom s upraviteljem škole, organizirali kurs za opismenjavanje odraslih i obuku u računu.
Osnovno vjersko obrazovanje djeca su stjecala o četvrte ili pete godine života na satima vjeronauka, koji su održani u jednoj prevelikoj prostoriji u stanu samog rabina. Prostorija je bila dosta oskudno namještena. Oko zida, na prozorima koji su gledali na Bijelu džamiju, bio je dugačak minder sa slamnim jastucima, pokriven nekim pohabanim ćilimom. Po podu su se nalazile ponjave, a uz drugi zid je bila povelika limena peć. Na tom zidu je visio zidni sat s utezima na lancima, a nasuprut zidu je bio gvozdeni krevet na kojem je rabin nakon ručka počivao. Uz peć se nalazio bakarni legen i ibrik za pranje ruku i za pijenje vode. U lijevom ćošku mindera bilo je povišeno mjesto s vunenim jastukom za rabina, a ispod njega "gasni sandučić" u koji su se ponekad pakovale po dvije kante gasa. U šupljini tog sandučića rabin je držao bukvare i molitvenike. To je ujedno bila i katedra, na kojoj je ležala knjiga okrenuta prema učeniku. 
Do 11 sati rabin se bavio predškolskom djecom, a od 11 sati su dolazila djeca da jedan sat prije podne čuju vjerovauk. Zimi je svako dijete donosilo po jedno drvo. Petkom i subotom nije održavana vjeronauka, ali su u nedjelju sva muška i ženska djeca imala sate vjeronauka u jednoj prostoriji u školi. Po završetku osnovne škole prestajala je obveza vjeronauka za onu djecu koja su odlazila na zanat, u trgovinu i u srednje škole u druga mjesta. 
Odrasli su se sastajali subotom iz jutarnje molitve i svečanijeg doručka kod rabina u istoj prostoriji gdje se održavala vjeronauka. Tu bi razgovarali o dnevnim događajima, a potom tumačili Sveto pismo. Pred večernju molitvu, opet su se pjevali neki žalosni psalmi s dirljivom orijentalnom melodijom. Kada bi se u jednoj obitelji slavila svadba ili prinova, slavila je cijela zajednica. Gračanički Židovi, iako nisu imali svoje udruge i društva, bili su jako aktivni u drugim koja su postojala u gradu.
Stasanjem druge generacije, omladina je odlazila u više škole u Tuzlu i Sarajevo, ali i u Zemun. Nekoliko ih je otišlo u na fakultet poslije Prvog svjetskog rata. Zbog nepostojanja srednjih škola u Gračanici, uslovilo je potrebu da se mnoge obitelji odsele u Sarajevo. Kako se bližio Drugi svjetski rat tako je broj Židova znatno opadao. Pred Drugi svjetski rat u Gračanici je bilo 20 članova židovske zajednice iz 6 obitelji (Goldgruber, Papo, Kolman i dr.).
Posljednji gračanički Židov je bio Izidor Papo, koji je umro 1980. godine u Gračanici. Nekoliko godina prije doživio je veliku tragediju kada mu je kćerka Nada Drca poginula u prometnoj nesreći.  Danas o postojanju Židova u Gračanici svjedoči ulica koja nosi ime Samuela Elazara i gračaničko židovsko groblje.

## Vanjske poveznice
- Od Jevreja ostali samo grobovi